# 22Cans
22Cans — компания по разработке компьютерных игр, созданная Питером Молиньё в попытке «сформировать команду из 22 талантливейших, преданных и креативных лиц». Первой игрой команды стал «многопользовательский социальный эксперимент», названный Curiosity – What's Inside the Cube?, который был выпущен 6 Ноября 2012 года. Их второй игрой стала Godus, выпущенная 13 сентября 2013 года.

## Сотрудники
Первоначально планировалось иметь в команде разработчиков только 22 работника, но их число увеличилось до 30, однако вскоре в 22cans снова осталось 22 человека.

## Примечание
1. ↑  "About us - 22cans" Архивировано 10 августа 2014 года..
2. 1 2 3 4  Bishop, Rollin (1 мая 2013). Peter Molyneux Cuts Curiosity Experiment Short, Leaves Only 50 Layers on the Cube. The Mary Sue. Архивировано 23 октября 2015. Дата обращения: 8 августа 2014.